# Dare (gruppo musicale)
I Dare sono un gruppo pop rock inglese fondato nel 1984 a Oldham, in Inghilterra, da Darren Wharton, ex tastierista dei Thin Lizzy, e Vinny Burns, poi chitarrista nei Ten.
Guidati dal leader Darren Wharton, i Dare esordirono come realtà molto vicina al tipico suono hard rock anni ottanta, per poi modificare e maturare le loro sonorità negli anni novanta, dirigendosi verso musiche di grande impatto emotivo, capaci di giocare fortemente su sensazioni e sentimenti quali l'allegria, il romanticismo e la melanconia, attraverso atmosfere sognanti e basate, oltre che sulla tradizione del rock melodico, su importanti spunti derivati dalla tradizione della musica celtica.
Con 6 dischi all'attivo, i Dare sono anche celebri anche per aver presentato nella loro formazione originaria Brian Cox nel ruolo di tastierista nel primo album, prima che ottenesse un'importante laurea in Fisica. Oggi Cox è uno dei fisici più accreditati tra quelli che si occupano di fisica delle particelle, ed è anche presentatore nei programmi scientifici della BBC e alla radio.

## Storia del gruppo

### Gli esordi (1984-1992)
I Dare nascono nel 1984 nella cittadina di Oldham per idea del cantante e tastierista Darren Wharton, ex componente dei Thin Lizzy, e del chitarrista Vinny Burns, entrambi britannici. Il gruppo si completò ben presto con l'ingresso di Martin "Shelley" Shelton come bassista, di James Clark Ross come batterista e Brian Cox come tastierista.
Ottenuta una buona fama facendo gavetta esibendosi in piccoli locali nelle zone limitrofe alla loro cittadina, nel 1987 i Dare furono notati da alcune etichette discografiche, tra cui la A&M Records, la RCA Records e la MCA Records. Firmato poi il contratto con la A&M, i Dare pubblicarono il loro disco d'esordio l'anno seguente (1988) con titolo Out of the Silence. L'album, che fu registrato a Los Angeles da Mike Shipley e LarryKlein negli studi discografici di Joni Mitchell, presentò sonorità molto melodiche, in linea con le sonorità pop rock che avevano spopolato negli anni ottanta. Il disco, guidato da singoli di successo come "King of Spades", "Into the Fire" e "Return the Heart" oltre ad "Abandon" (primo video ufficiale del gruppo), ottenne buone vendite e critiche, assicurando al gruppo un tour a supporto degli Europe nel loro Out of this World Tour per le tappe europee, che gli permise di calcare ed esibirsi sui palchi di grandi locali e festival.
Ricordando questi anni, il leader del gruppo Darren Wharton afferma:
(Darren Wharton)
Forti del successo di questo esordio e della sua tournée, i Dare pubblicarono nel 1991 il loro secondo lavoro, intitolato Blood from Stone. Prodotto dal famoso produttore discografico Keith Olsen negli studi Goodnight LA di Los Angeles, il disco presentò brani più vicini all'hard rock e con meno utilizzo di tastiere rispetto a quelli proposti nel precedente disco, oltre a un sound più spiccatamente in stile rock statunitense. I singoli estratti furono "We Don't Need a Reason" e "Wings Of Fire", e il disco si piazzò alla posizione #48 nel Regno Unito.
Riguardo al cambio stilistico della band, che a lungo fece discutere critica e fans, Darren disse:
(Darren Wharton)
In un'altra intervista precisò:
(Darren Wharton)
Terminato il tour promozionale a supporto del disco, i Dare si sciolsero improvvisamente nel 1992 dopo l'abbandono del chitarrista Vinny Burns che, in parte insoddisfatto dai livelli di vendite extra-europee dei due precedenti album, lasciò la band per entrare nei Ten. Darren Wharton si dedicò in seguito a lavorare con i 21 Guns, progetto che aveva in formazione il chitarrista Scott Gorham, suo ex compagno di band nei Thin Lizzy, e successivamente entrò nella formazione tributo dei Thin Lizzy stessi, creata in tributo alla memoria di Philip Lynott, deceduto nel 1986.

### Una nuova sonorità (1998-oggi)
Dopo sei anni dall'ultima apparizione, i Dare si riunirono nel 1998. I quell'anno infatti Darren Wharton abbandonò i Thin Lizzy e rifondò la band con una nuova formazione che vedeva Richard Dews e Andrew Moore alle chitarre. In quello stesso anno i Dare diedero alle stampe, con la nuova etichetta MTM Music, l'album Calm Before the Storm.
Il disco, prodotto direttamente da Darren Wharton, fu un vero e proprio giro di boa per la band, in quanto presentò per la prima volta quello che poi sarebbe diventato il sound tipico dei Dare, ovvero sonorità più leggere rispetto alle precedenti uscite, più lontane dall'hard rock e più vicine a un rock melanconico e sensitivo, forte di maggiori influenze melodic rock avvalorate da notevoli spunti derivativi dalla musica celtica. Tra i brani, oltre al singolo "Walk on Water", si deve ricordare una reinterpretazione di "Still in Love With You" dei Thin Lizzy.
(Darren Wharton)
Tre anni dopo, nel 2001 uscì il quarto disco della band, intitolato Belief e pubblicato per la neofondata etichetta di Wharton, la Legend Records. L'album, le cui tracce sono state composte tra il 1998 e il 2000, continuò e rafforzò ancora le influenze celtiche e melodiche e fu ottimamente ricevuto da critica e fans, grazie soprattutto a un notevole songwriting, molto personale, e a tracce di spessore quali "Silent Thunder" e "Wild Horses (Lion Heart)". L'album riuscì ad essere promosso da un lungo tour che ebbe tappe in tutte le nazioni d'Europa, Italia inclusa in una data a Genova nel 2002 come spalla a Paul Di'Anno, ex voce degli Iron Maiden.
Il leader del gruppo ricorda questo disco in questi termini:
(Darren Wharton)
Due anni dopo la conclusione del tour, nel quale fecero anche da spalla agli Asia, i Dare tornarono in studio per pubblicare nel giugno 2004 un nuovo album, intitolato Beneath the Shining Water. Il disco seguì la linea tracciata dal precedente lavoro, dirigendosi però verso melodie dotate di una sfumatura più oscura, con un songwriting sempre personale ma qui più denso di speranza verso una visione del mondo sempre più pessimistica.
I singoli estratti, "Sea of Roses" e l'omonimo "Beneath the Shining Water", garntirono ai Dare una nuova tournée in Europa, che fece tappa importante al festival Impact Festival di Monaco di Baviera, che la band presentò da headliner insieme a Gotthard e TNT. Lo show fu registrato il 24 luglio e pubblicato l'anno seguente (2005) in quello che fu il primo disco live della band. Stampato anche in versione DVD, l'album fu denominato The Power of Nature (Live in Munich) e commercializzato sotto la MTM Music.
Riguardo al Beneath the Shining Water, Wharton dichiarò:
(Darren Wharton)
Dopo diversi anni di tour e lavoro in studio, nel 2009 i Dare pubblicarono Arc of the Dawn, un nuovo album di inediti che presentò un suono con più sfumature vicine all'hard rock rispetto ai due precedenti lavori. Tra i brani, sono da menzionare le reinterpretazioni del brano "The Flame" dei Cheap Trick e di "Emerald" dei Thin Lizzy, oltre che una riedizione del celebre brano "King of Spades", contenuto nel primo album dei Dare. Il songwriting, nuovamente forte di sfumature più ottimisitiche, si rivelò ancora una volta efficace e supportato da melodie meno cupe rispetto al prodotto precedente.
Il 30 ottobre 2010 la band, riabbracciato in formazione il chitarrista originale Vinny Burns, si è esibita al celebre Firefest Festival. Due anni dopo, l'8 ottobre 2012 la band darà alle stampe un nuovo lavoro, intitolato Calm Before the Storm 2 e pubblicato sempre per la label Legend Records. Il disco si presenta come una riedizione (completamente risuonata) del disco del 1998 Calm Before the Storm, con l'aggiunta dei brani "Precious" e "Cold Wind Will Blow" (prima pubblicati come B-side o bonus track), con Richard Dews sia alla chitarra acustica che a quella elettrica (Vinny Burns suonerà solo live con la formazione), e con una tracklist rivisitata e priva della cover "Still in Love with You".
Nel 2014 il chitarrista Richie Dews lascia la band dopo un decennio di permanenza, venendo sostituito dal bassista Nigel Clutterbuck, che era già stato in formazione nei primi anni'90.

## Formazione

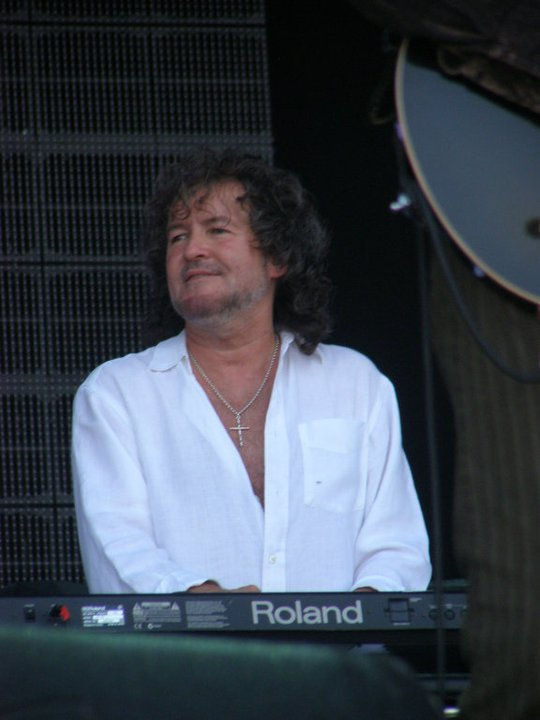
Il leader Darren Wharton live con i Thin Lizzy

### Formazione attuale
- Darren Wharton - voce, tastiera
- Vinny Burns - chitarra
- Nigel Clutterbuck - basso
- Kevin Whitehead - batteria

### Ex componenti
- Andrew Moore - chitarra
- Richard Dews - chitarra
- Martin "Shelley" Shelton - basso
- Martin Wilding - basso
- James Ross - batteria
- Gavin Mart - batteria
- Greg Morgan - batteria
- Julian Gardner - batteria
- Brian Cox - tastiera

## Discografia

### Album in studio
- 1989 - Out of the Silence
- 1991 - Blood from Stone
- 1998 - Calm Before the Storm
- 2001 - Belief
- 2004 - Beneath the Shining Water
- 2009 - Arc of the Dawn
- 2012 - Calm Before the Storm 2
- 2016 - Sacred Ground
- 2018 - 0ut of the Silence II
- 2022 - Road to Eden

### Live
- 2005 - The Power of Nature (Live in Munich)

## Videografia

### DVD
- 2005 - The Power of Nature (Live in Munich)